# Филип I Македонски
Филип I (на старогръцки: Φίλιππος Α' ὁ Μακεδών; на латински: Philippus) от династията Аргеади е цар на Древна Македония през 640 г. пр. Хр. – 602 г. пр. Хр.
Той наследява баща си Аргей I на трона. Според Херодот той царувал 38 години. През това време илирийците и тракийците нападнали Македония и той вероятно е убит в битка. На трона го наследява неговият син Ероп I, който според Херодот бил още бебе и илирийците отново нападнали Македония.